# Hadena mesotoma
Hadena mesotoma là một loài bướm đêm trong họ Noctuidae.